# Amplified // A Decade of Reinventing the Cello
Amplified // A Decade of Reinventing the Cello es el segundo álbum recopilatorio de la banda finlandesa Apocalyptica, publicado el 26 de mayo de 2006 en conmemoración a su 10.º aniversario. Contiene canciones de los álbumes de estudio Plays Metallica by Four Cellos, Inquisition Symphony, Cult, Reflections y Apocalyptica, además de dos temas exclusivos que únicamente se encuentran en este recopilatorio.
Existen tres versiones, la edición normal, la edición especial con dos discos y la edición limitada en digipak con dos discos que contiene el vídeo en vivo de "Heat".

## Lista de temas

### Edición normal
1. "Enter Sandman" - 3:42 (Plays Metallica by Four Cellos)
2. "Harmageddon" - 4:52 (Inquisition Symphony)
3. "Refuse/Resist" - 3:14 (Inquisition Symphony)
4. "Nothing Else Matters" - 4:48 (Inquisition Symphony)
5. "Path Vol. 2" (con Sandra Nasić) - 3:24 (Cult)
6. "Cohkka" - 4:29 (Reflections)
7. "Life Burns" (con Lauri Ylönen) - 3:08 (Apocalyptica)
8. "Somewhere Around Nothing" (con Dave Lombardo) - 4:10 (Reflections)
9. "Bittersweet" (con Ville Valo y Lauri Ylönen) - 4:27 (Apocalyptica)
10. "Master of Puppets" - 6:03 (Plays Metallica by Four Cellos)
11. "The Hall of the Mountain King" - 3:29 (Cult)
12. "Seemann" (con Nina Hagen) - 5:21 (Reflections)
13. "Quutamo" - 3:28 (Apocalyptica)
14. "Repressed" (con Max Cavalera y Matt Tuck) - 4:28

### Edición especial
CD1 (Instrumental)
1. "Enter Sandman" - 3:42 (Plays Metallica by Four Cellos)
2. "Harmageddon" - 4:52 (Inquisition Symphony)
3. "Nothing Else Matters" - 4:48 (Inquisition Symphony)
4. "Refuse/Resist" - 3:14 (Inquisition Symphony)
5. "Somewhere Around Nothing" (con Dave Lombardo) - 4:10 (Reflections)
6. "Betrayal" (con Dave Lombardo) - 5:13 (Apocalyptica)
7. "Farewell" - 5:33 (Apocalyptica)
8. "Master of Puppets" - 6:03 (Plays Metallica by Four Cellos)
9. "The Hall of the Moutain King" - 3:29 (Cult)
10. "One" - 5:45 (Inquisition Symphony)
11. "Heat" - 3:22 (Reflections)
12. "Čohkka" - 4:29 (Reflections)
13. "Kaamos" - 4:44 (Cult)
14. "Deathzone" - 4:37 (Apocalyptica)
15. "Angel of Death" - 3:57 (versión de Slayer)

CD2 (Vocales)
1. "Repressed" (con Max Cavalera y Matt Tuck) - 4:28
2. "Path Vol. 2" (con Sandra Nasić) - 3:24 (Cult)
3. "Bittersweet" (con Ville Valo y Lauri Ylönen) - 4:27 (Apocalyptica)
4. "Hope Vol. 2" (con Matthias Sayer) - 4:03 (Cult)
5. "En Vie" (con Emmanuelle Monet) - 3:28 (Apocalyptica)
"Wie Weit" (con Marta Jandová) - 3:28 (edición limitada) (Apocalyptica)
6. "Faraway Vol. 2" (con Linda Sundblad, extendida) - 5:13 (Reflections)
7. "Life Burns" (con Lauri Ylönen) - 3:08 (Apocalyptica)
8. "Seemann" (con Nina Hagen) - 5:21 (Reflections)

## Sencillos
1. "Repressed" (2006).

## Personal
- Eicca Toppinen - Chelo, percusiones y contrabajo en las canciones 5, 11 / CD1: 9, 13 / CD2: 2, 4.
- Paavo Lötjönen - Chelo.
- Perttu Kivilaakso - Chelo en las canciones 5-9, 11-14 / CD1: 5-7, 9, 11-15 / CD2 1-8.
- Max Lilja - Chelo en las canciones 1-5, 10, 11 / CD1: 1-4, 8-10, 13 / CD2: 2, 4.
- Antero Manninen - Chelo en las canciones 1-4, 10 / CD1: 1-4, 8, 10.
- Mikko Sirén - Batería en las canciones 7, 9, 13 / CD1: 7, 14 / CD2: 1, 3, 5, 7.

### Personal adicional
- Hiili Hiilesmaa - Percusiones en las canciones 5, 11 / CD1: 9, 13 / CD2: 2, 4.
- Dave Lombardo - Batería y percusiones en "Somewhere Around Nothing" y "Betrayal/Forgiveness".
- Sami Kuoppamäki - Batería y percusiones en las canciones 6 / CD1: 11, 12 / CD2: 6.
- Teijo Jämsä - Batería y percusiones en "Seemann".
- Juhani Lagerspetz - Piano en "Faraway Vol. 2".
- Ville Väätäinen - Contrabajo en "Cohkka".
- Mikko Moilanen - Contrabajo en "Betrayal/Forgiveness".
- Sandra Nasić - Voz en "Path Vol. 2".
- Matthias Sayer - Voz en "Hope Vol. 2".
- Nina Hagen - Voz en "Seemann".
- Linda Sundblad - Voz en "Faraway Vol. 2".
- Lauri Ylönen - Voz en "Life Burns" y "Bittersweet".
- Ville Valo - Voz en "Bittersweeet".
- Emmanuelle Monet - Voz en "En Vie".
- Marta Jandová - Voz en "Wie Weit".

- Datos: Q2362168